# Michael Grass der Ältere

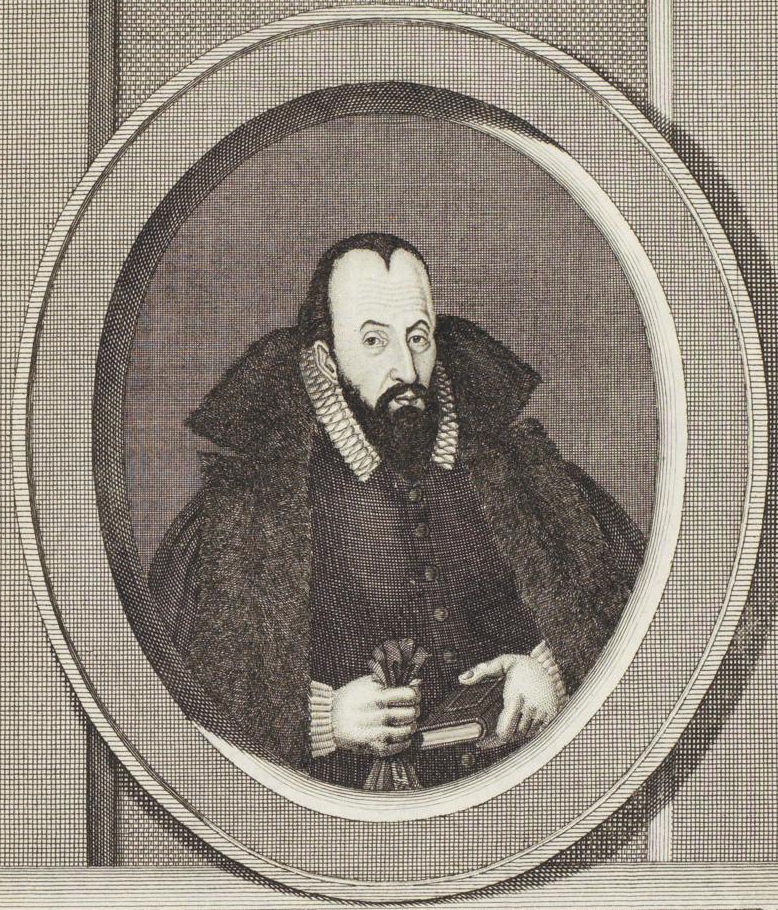
Michael Grass

Michael Grass der Ältere (auch Michael Grassus; * 1541 in Treptow in Pommern; † 4. Januar 1595 in Rostock) war ein deutscher Jurist.

## Leben
Grass studierte an der Universitäten in Leipzig, Wittenberg, Frankfurt (Oder), Greifswald und Rostock. In Rostock promovierte er 1569 zum Doktor der Rechtswissenschaften, wird 1575 in die juristische Fakultät aufgenommen und beginnt 1580 kanonisches Recht zu lehren. 1581 wird ihm die vakante Codex-Professur von Lorenz Kirchhoff übertragen; 1586 bekleidete er das Rektorat. Ferner war er als herzoglicher Rat sowie Kanzler tätig. Seine Frau, seine 10 Kinder und seine 101-jährige Mutter überlebten ihn.

## Werkauswahl
- Repetitiones duae, Frankfurt 1570
- Receptarum sententiarium libri II, Frankfurt 1571, 1599, Rostock 1582, 1587, 1593, 1598, 1637–38
- Tractatus de successione, Frankfurt 1583, 1604, 1583, 1602, 1638